# Кукас (ручей)
Кукас — ручей в России, протекает по территории Мегрегского сельского поселения Олонецкого района Карелии и Янегского сельского поселения Лодейнопольского района Ленинградской области. Длина ручья — 12 км.
Ручей берёт начало из озера Большой Кукас (в который протоками поступают воды из озёр Рощинское и Долгое) на высоте 16,2 м над уровнем моря.
Течёт преимущественно в северо-западном направлении по сильно заболоченной местности.
Ручей в общей сложности имеет 18 притоков суммарной длиной 27 км.
Впадает в реку Инему на высоте 7,7 м над уровнем моря.
Населённые пункты на ручье отсутствуют.
Код объекта в государственном водном реестре — 01040300212202000011874.